# Stefan Scheich
Stefan Scheich (* 1977 in Essen) ist ein deutscher Drehbuchautor und Kameramann.

## Leben
Scheich studierte von 2000 bis 2002 an der Johannes Gutenberg-Universität Mainz Filmwissenschaft. Danach absolvierte er bis 2007 an der Filmakademie Baden-Württemberg den Studiengang „Film und Medien“ mit Schwerpunkt Drehbuch.
Er arbeitet vorwiegend mit Robby Dannenberg zusammen. Für die Autorentätigkeit für die Serie Der letzte Bulle wurde dem Duo Scheich und Dannenberg 2011 der Bayerische Fernsehpreis verliehen. Die Serie selbst wurde 2012 mit dem Deutschen Fernsehpreis in der Kategorie „Beste Serie“ ausgezeichnet.

## Filmografie
- 2001: Das Amt (Kamera für vier Episodendrehbücher)
- 2006: Glücks(un)fall (Kurzfilm; Drehbuch)
- 2006: Vassko – Irgendwo im Nirgendwo (Drehbuch zusammen mit Dannenberg; Regie Andreas Menck)
- 2011–2013: Der letzte Bulle (acht Episodendrehbücher mit Dannenberg und anderen)
- 2013–2016: Falco (22 Episodendrehbücher mit Dannenberg und anderen)
- 2014: Der Knastarzt – Sterbehilfe (drei Episodendrehbücher mit Dannenberg)
- 2016: Der Lehrer – Topf … Deckel … (Episodenbereich mit Dannenberg und Yannick Posse; Regie Peter Stauch)

## Schriften und Hörbücher
- Blutwurstblues. Ein Mick-Brisgau-Krimi. Der große Roman mit dem Team von »Der letzte Bulle«. Ullstein eBooks, Berlin 2013, ISBN 978-3-8437-0427-4 (auch erschienen bei Hörbuch Hamburg, Hamburg 2013, ISBN 978-3-89903-584-1)